# Президентские выборы в Эквадоре (1897)
Непрямые президентские выборы в Эквадоре проходили в 1897 году на 11-м Конституционном собрании Эквадора для избрания президента и вице-президента страны. В результате президентом был избран генерал Элой Альфаро.

## Предвыборная обстановка
Генерал Элой Альфаро легко сверг отличавшегося хрупким здоровьем временного президента Висенте Лусио Салазара во время короткой гражданской войны, положившей конец власти либерально-католической партии прогрессистов. С приходом к власти либералов в результате так называемой Либеральной революции, которой руководил Альфаро и его ополчение, известное как «Лас Монтонерас», либеральная диктатура в течение года обеспечивала стабилизацию режима и созыв Учредительного собрания, Альфаро был назначен временным президентом, после чего был избран конституционным президентом вместе с председателем собрания Мануэлем Бениньо Куэва в качестве вице-президента.

## Результаты

### Выборы президента
| Кандидат         | Голоса                   | Голоса                   |
| Кандидат         | 09/10/1896 Промежуточные | 17/01/1897 Окончательные |
| ---------------- | ------------------------ | ------------------------ |
| Элой Альфаро     | 64                       | 51                       |
| Пустые бюллетени | 0                        | 12                       |
| Источник:        |                          |                          |

### Выборы вице-президента
| Кандидат              | Голоса     | Голоса |
| Кандидат              | 17/01/1897 |        |
| --------------------- | ---------- | ------ |
| Мануэль Бениньо Куэва | 46         |        |
| Пустые бюллетени      | 17         |        |
| Источник:             |            |        |